# Tramvaiul din Ploiești
Tramvaiul din Ploiești este o rețea de transport electric din municipiul Ploiești, România.

## Istoric
Tramvaiul a fost introdus în Ploiești în 1987, fondurile fiind asigurate prin subscripție publică și a avut 8 rute:
- 101 Spitalul Județean - Gara de Sud;
- 102 Spitalul Județean - Gara de Vest;
- 103 Gara de Vest - Gara de Sud (desființată în 2001);
- 104 Armoniei - Uztel (reconvertită ca traseu de autobuz, 2003);
- 105 Gara de Sud - Cablul Românesc (desființată în 1998);
- 106 Gara de Sud - Uztel (reconvertită ca traseu de autobuz, 2003);
- 107 Gara de Vest - Uztel (desființată în 1998);
- 28 Spitalul Județean - Uztel (reconvertită ca traseu de autobuz, 2003)

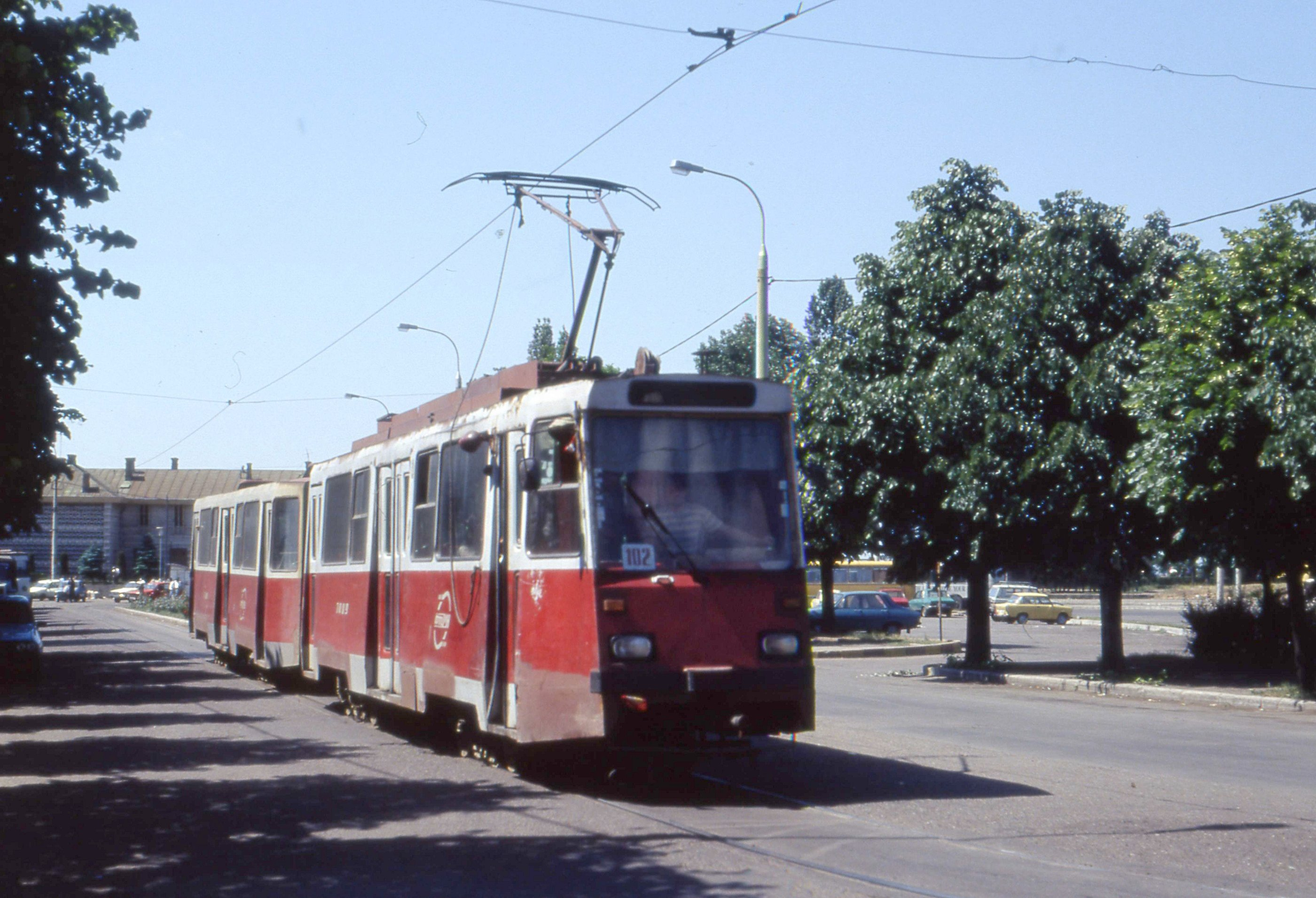
Tramvai Timiș2 din Ploiești, 1994

La 20 de ani după Revoluție, ultimul primar ploieștean din perioada comunistă, Alexandru Apostol, a declarat la un post local de televiziune că lucrările au fost făcute în grabă, de mântuială, de teama vizitelor Elenei Ceaușescu. Această ipoteză explică numeroasele probleme apărute, de-a lungul anilor, la calea de rulare, inclusiv trepidațiile foarte mari care au dus, pe Șoseaua Nordului, Șoseaua Vestului și strada Democrației, la măcinarea asfaltului din apropierea șinelor. Sfârșitul anilor '90 a adus și începutul declinului pentru rețeaua de tramvaie. În 1998, Primăria a desființat linia de la Cablul Românesc și, odată cu ea, traseul 105. În 2003, autoritățile au scos din uz linia din Mihai Bravu, tramvaiele fiind înlocuite cu autobuze. Din șase trasee, în oraș mai circulă două. În anul 1998, primarul Horia Toma a desființat traseul 105, desființînd linia Restaurant Nord - Cablul Romînesc. În 2003 primarul Emil Calotă a hotărît ca traseul Armoniei - Uztel să fie parțial desființat, restul, de la Fero până la Uztel aflându-se în conservare. Din această cauză traseele 104, 106 și 28 s-au transformat în trasee de autobuze.
În anul 2009, primarul Andrei Volosevici a solicitat desființarea liniei de tramvai 101. La 29 aprilie, la Casa Sindicatelor, a avut loc o dezbatere publică în această privință. În mai puțin de 10 minute, scandalul a început, locuitorii Ploieștiului fiind înfuriați de această decizie. Dezbaterea s-a amînat până pe 6 mai.
Dezbaterea de pe 6 mai s-a anulat și ea, primarul orașului Ploiești, Andrei Volosevici, hotîrând ca tramvaiul 101 să fie reabilitat din fonduri europene.

## Reabilitarea căii de rulare a tramvaiului

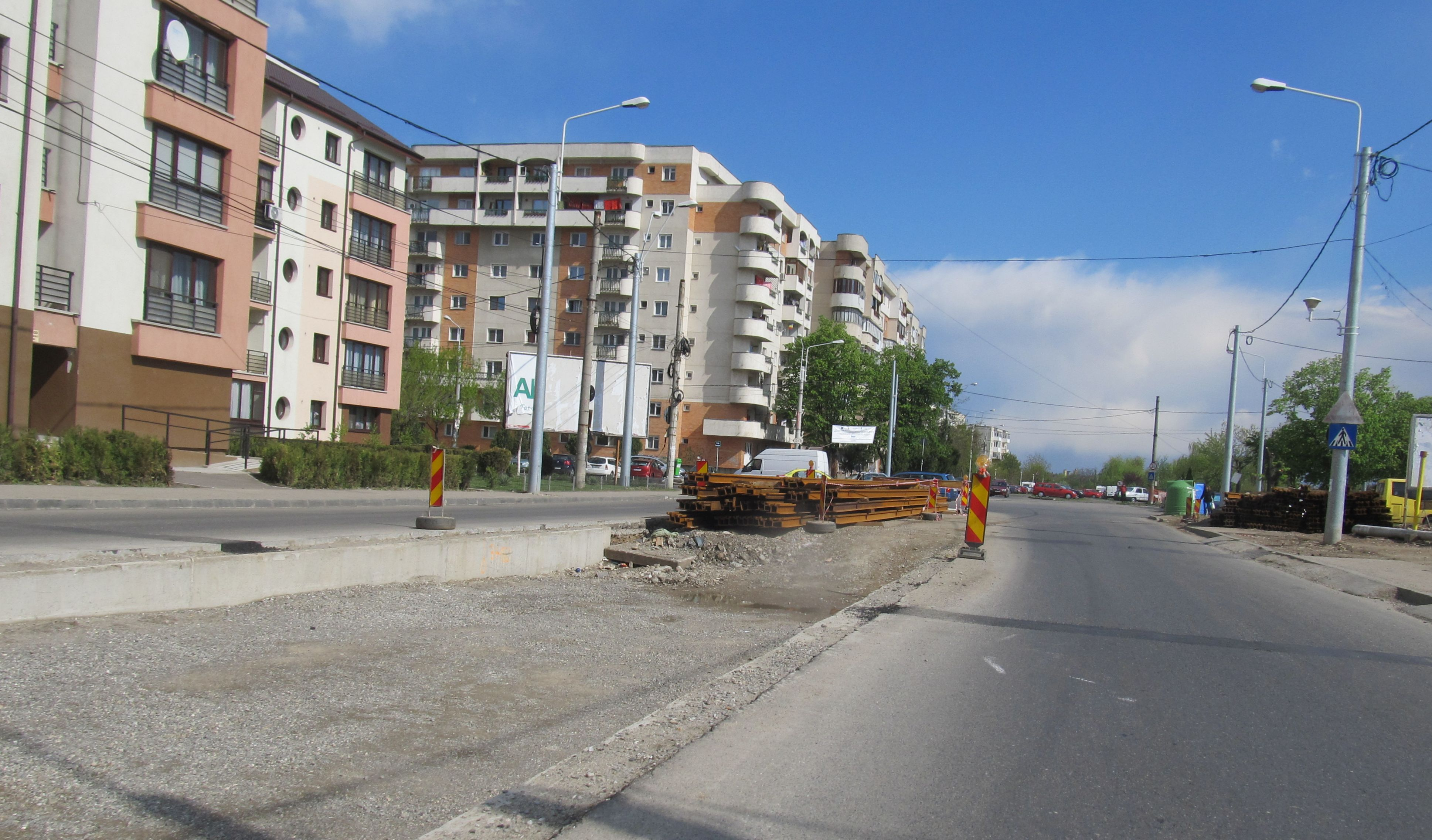
Reabilitarea căii de rulare pe Strada Libertății, aprilie 2015.

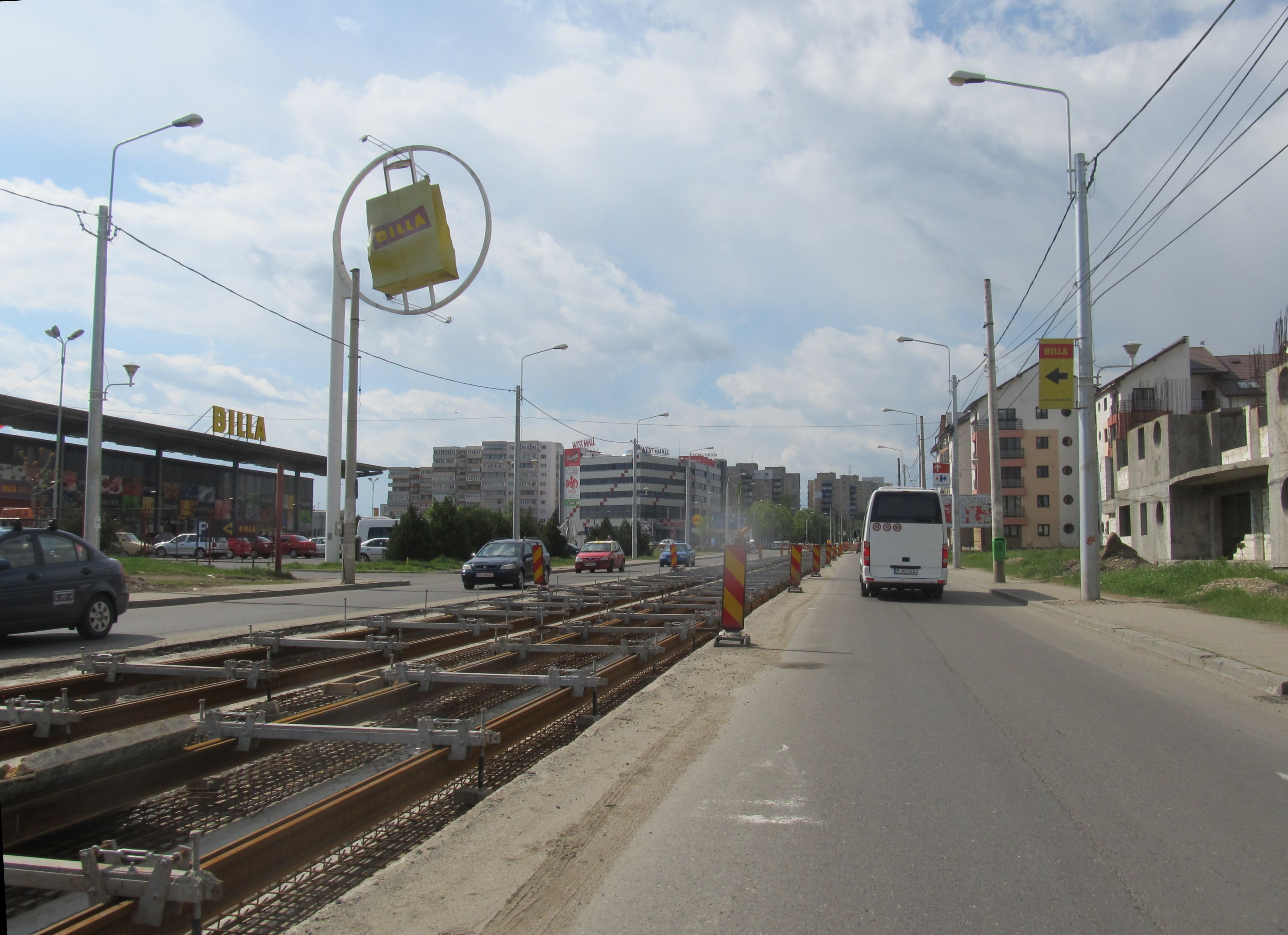
Reabilitarea căii de rulare pe Strada Libertății, aprilie 2015.

- Traseul 101/102 etapa I: Bucla Nord (Spitalul Județean) - Intersecție Republicii

Constructor: SC Mari Vila Com SRL, SC Leonhard Weiss, SC Aquila Construc SRL, SC ELCO Bucuresti SRL            
Valoarea Execuției: 30.673.401,46 lei
Lungime Traseu: 4,550 km cale simplă
- Traseul 102 etapa II: Intersecție Republicii - Gara de Vest

Constructor: S.C TANCARD S.R.L - DORSALVE S.L - S.C RBX TUDAN ELECTRIC S.R.L
Valoare Execuții: 83.667.938,95 lei
Lungime Traseu: 6,925 km cale simplă
- Traseul 101 etapa II: Intersecție Republici - Intersectie Candiano Popescu (zona BCR)

Constructor: S.C TANCARD S.R.L - DORSANE S.L -S.C VIRGFAN
Valoare Execuții: 39.641.384,89 lei
Lungime Traseu: 5,320 km cale simplă
- Traseul 101 etapa III: Intersecție Candiano Popecu (zona BCR) - Gara de Sud

Valoare Execuției: 73,656.135,10 lei
Lungime Traseu: 5,850 km cale simplă

## Cosmetizarea tramvaielor
După începerea lucrărilor de reabilitare a căii de rulare, tramvaiele au intrat într-un progam de cosmetizare, în 2016 având o schemă nouă de culori, atât din interior, cât și din exterior.

## Garnituri
- Tatra KT4D (în prezent folosite)

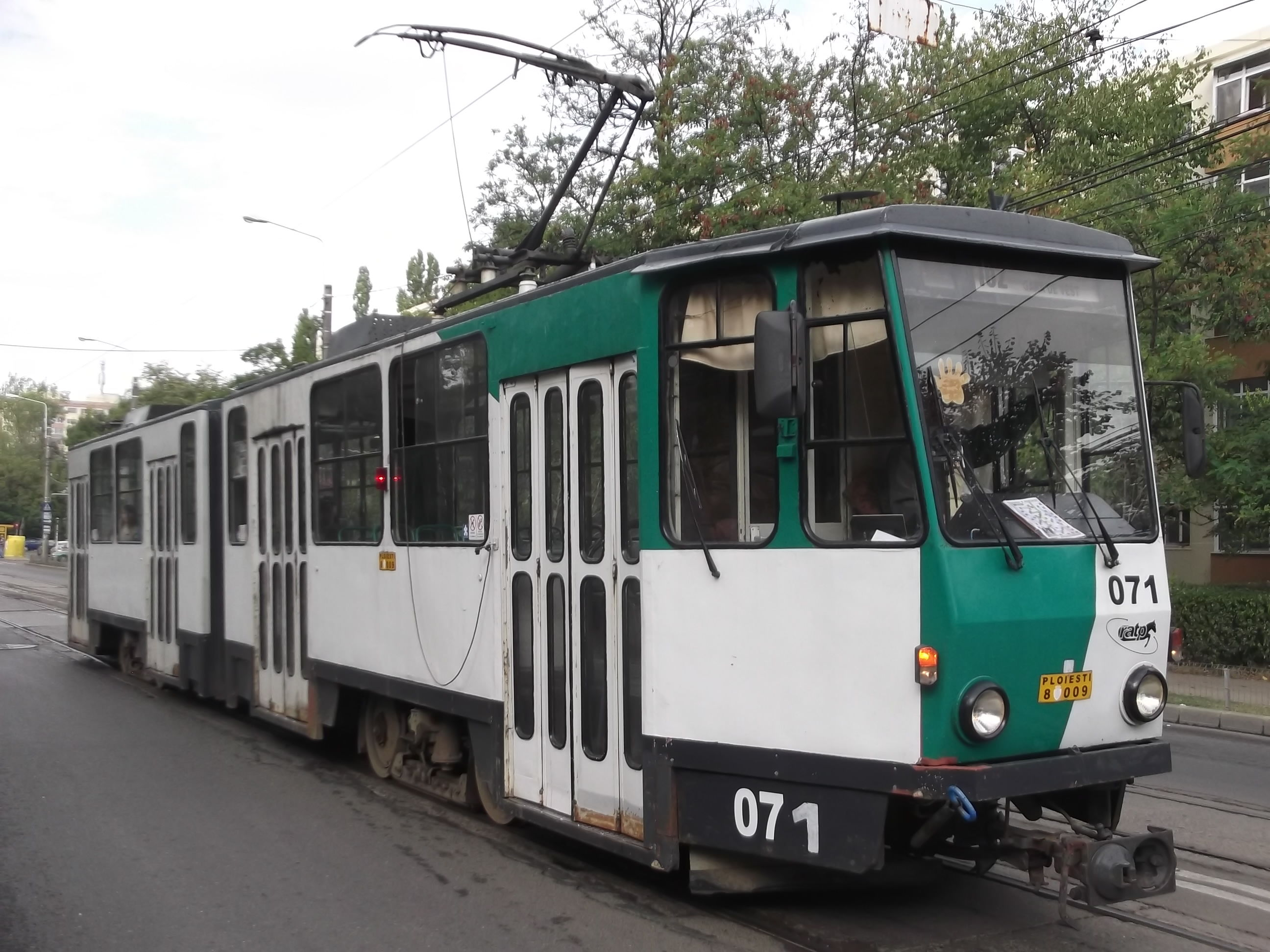
Tramvai KT4D #071

- Tatra KT4D(DC) (în prezent folosite)

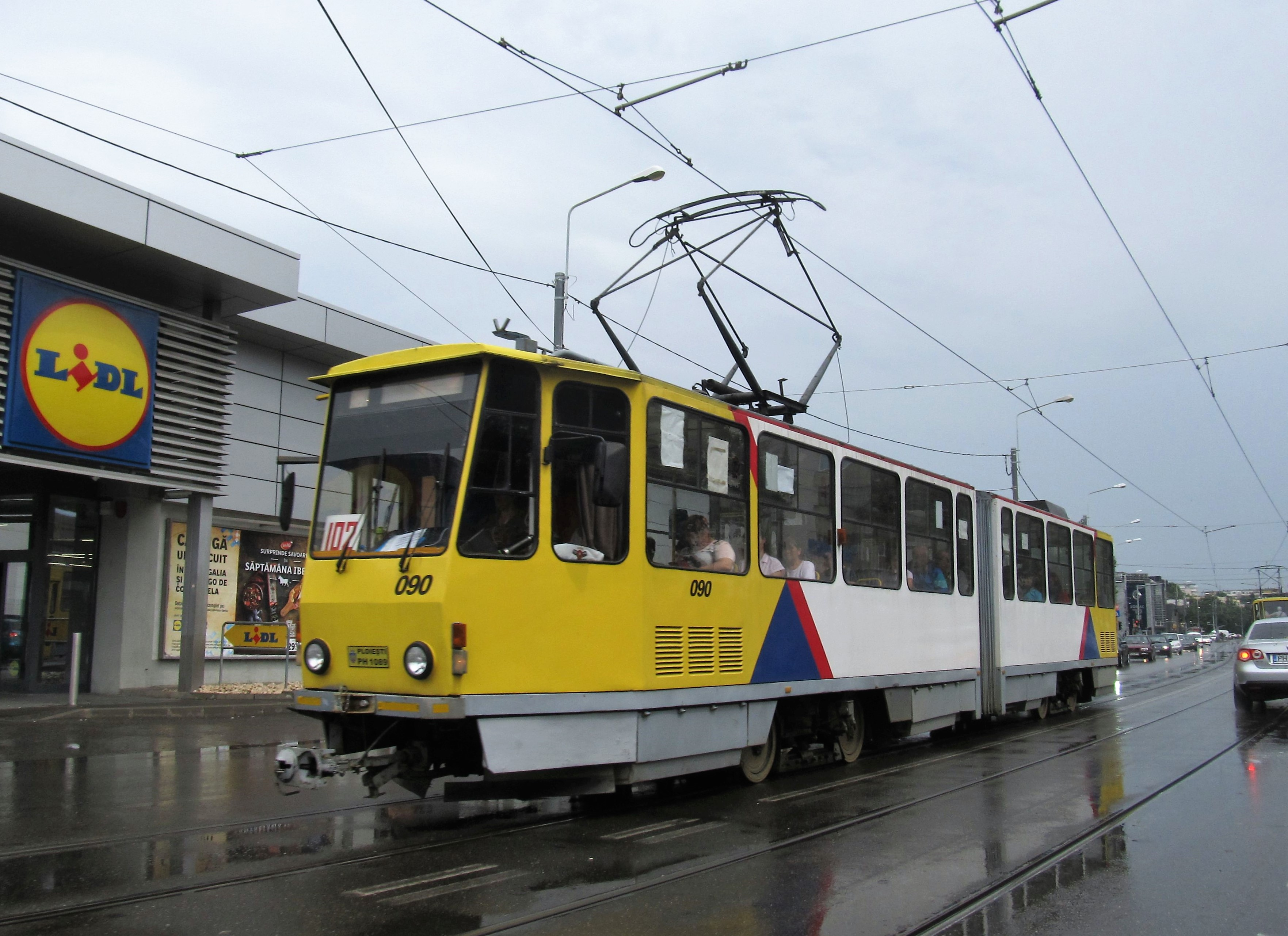

- Tatra KT4DM(DM) (în prezent folosite)

- V3A (casate)

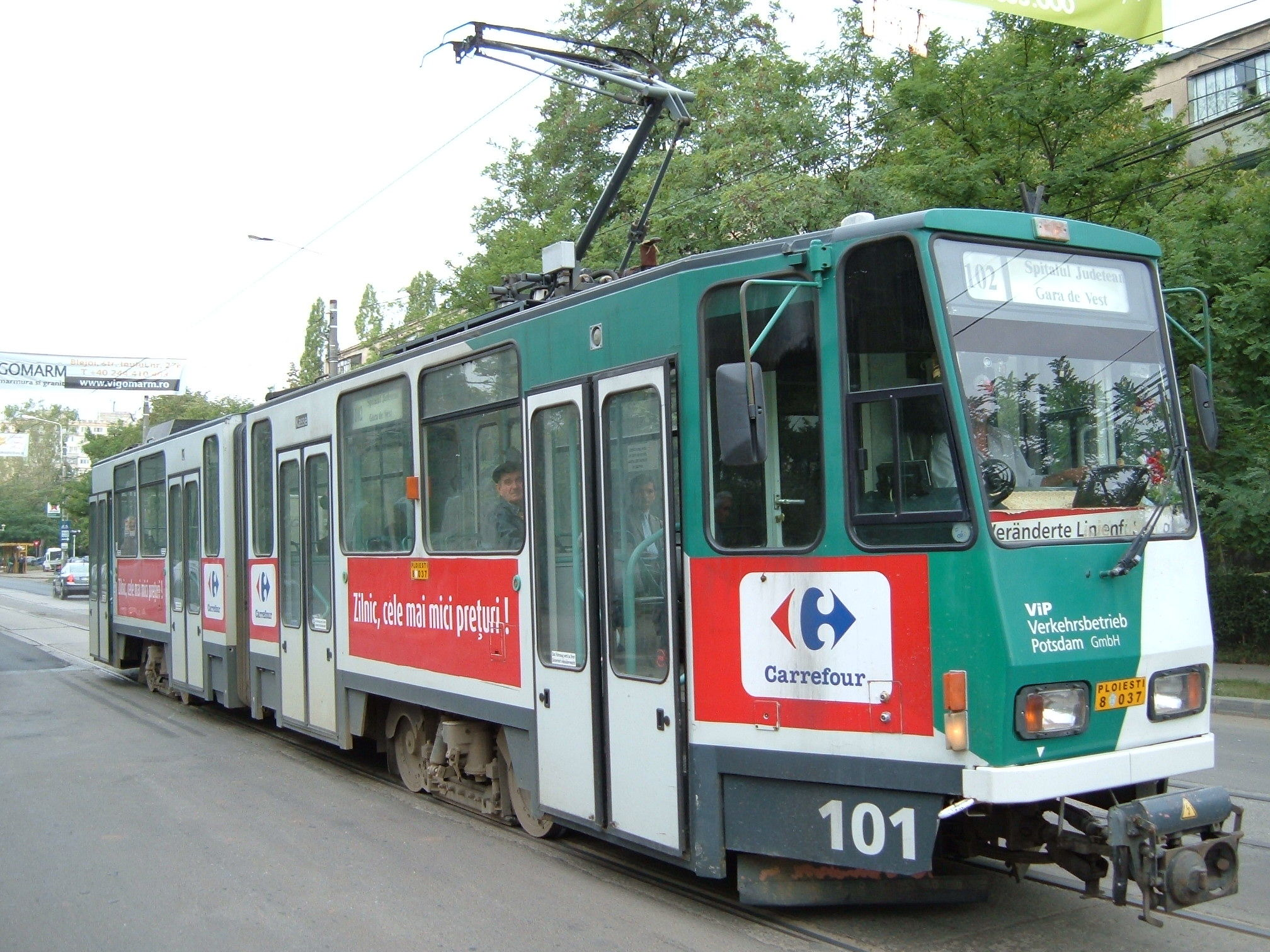
Tramvai KT4DM #101

- V3A-93M-FAUR (nu este în folosință)
- Timiș 2 (casate)

### Galerie foto

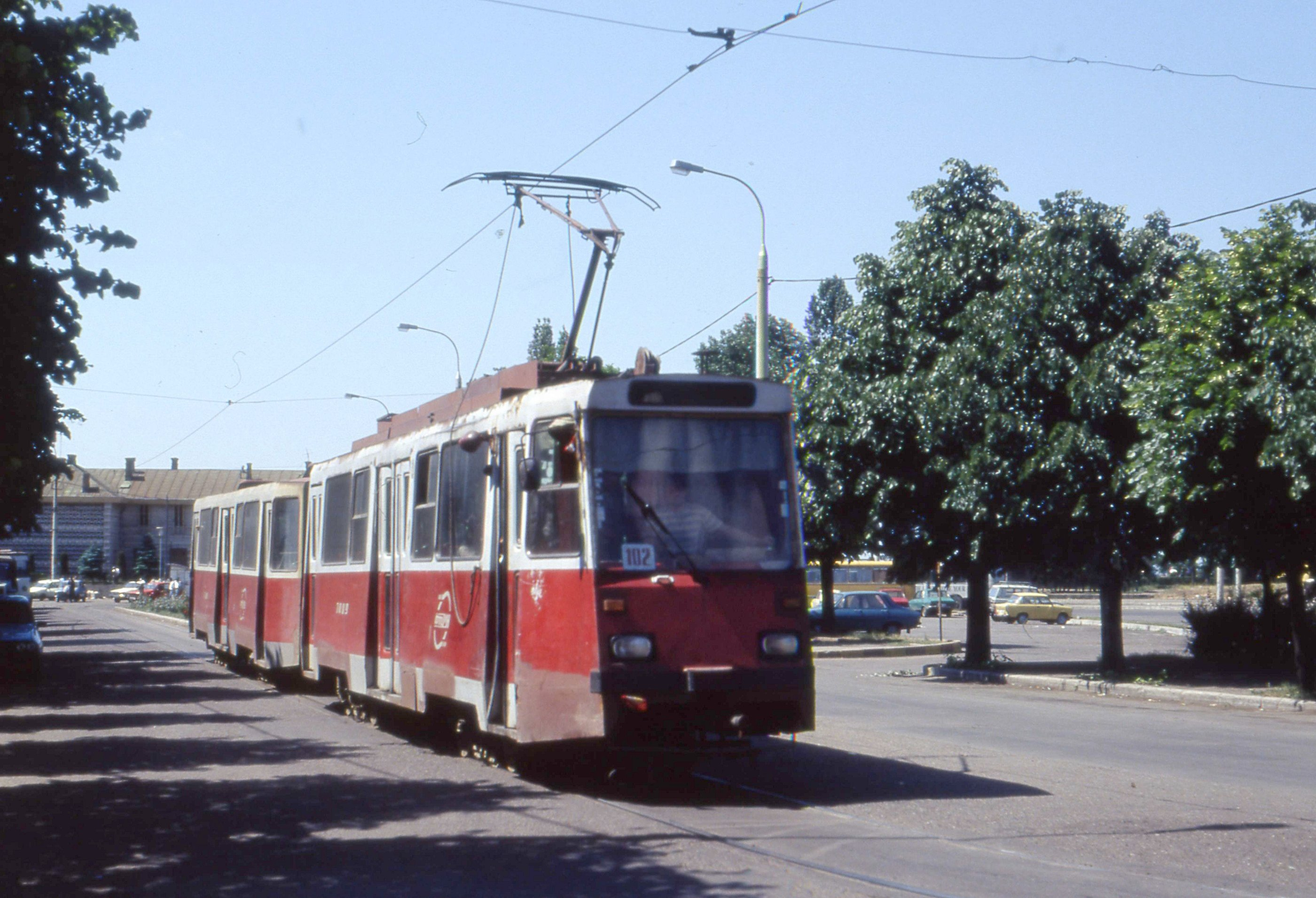
Tramvai Timiș 2 (Casate)
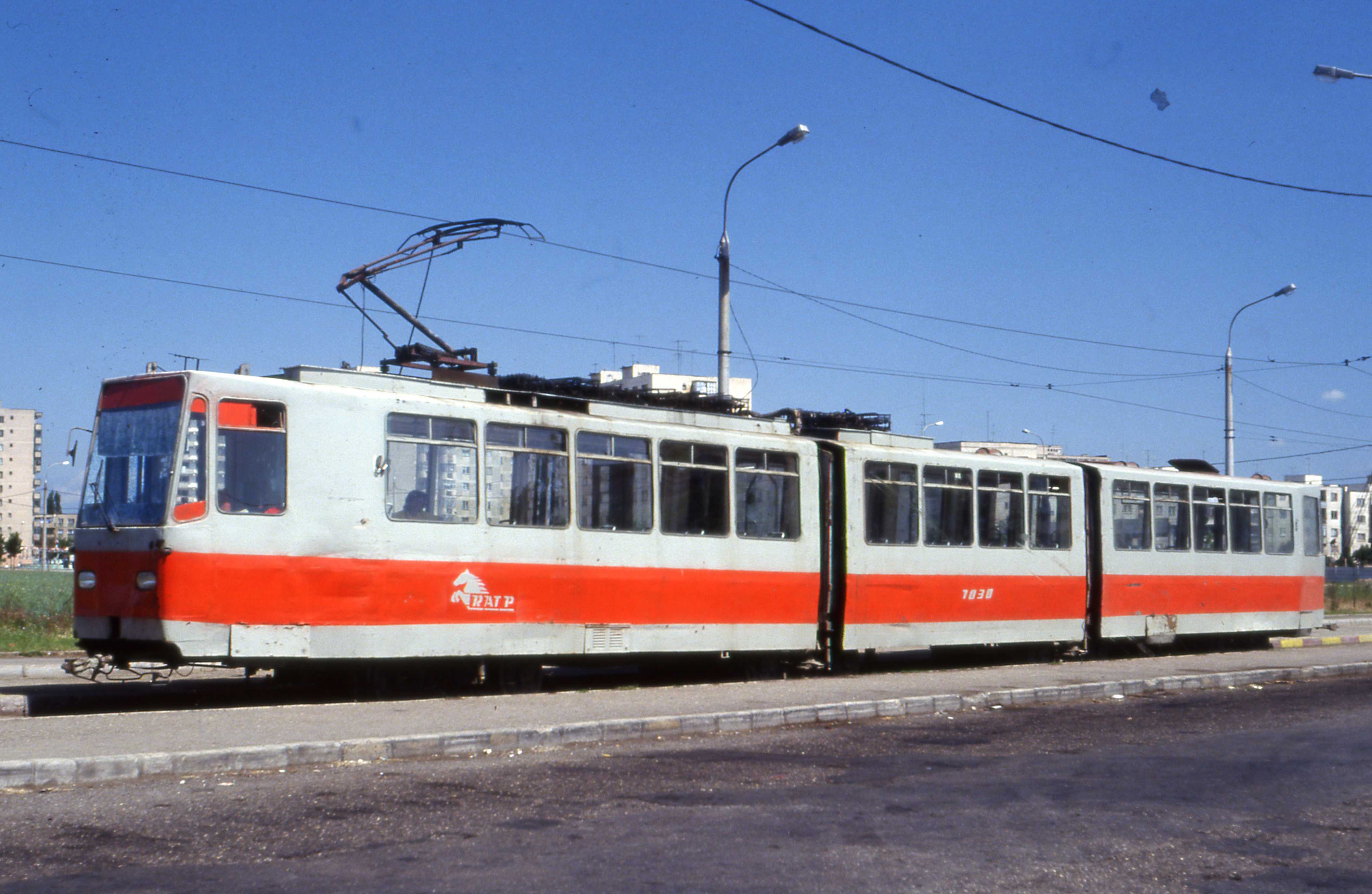
Tramvai V3A (Casate)
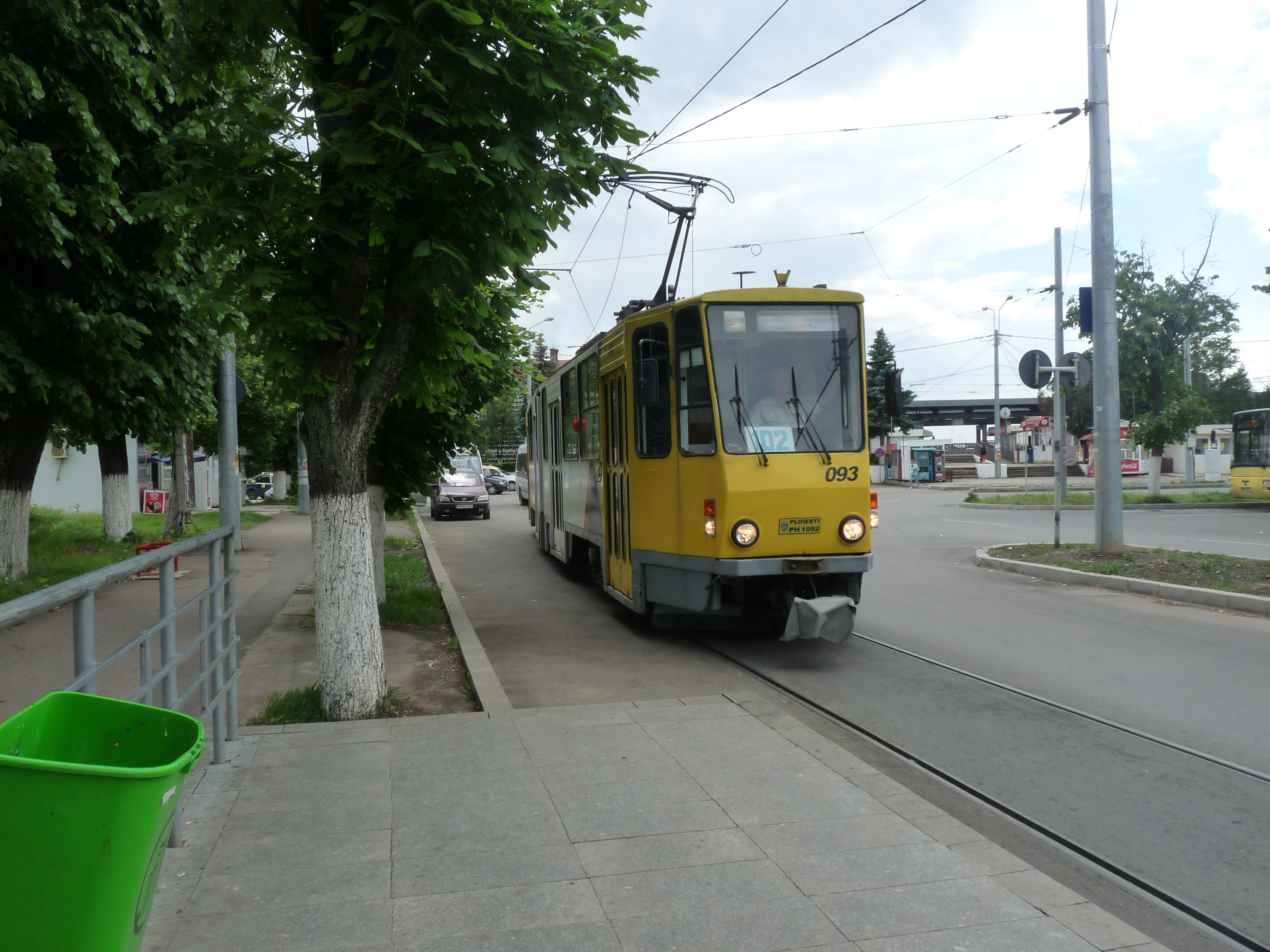
Tramvai Tatra KT4D #093 (modernizat în Ploiești), 2017
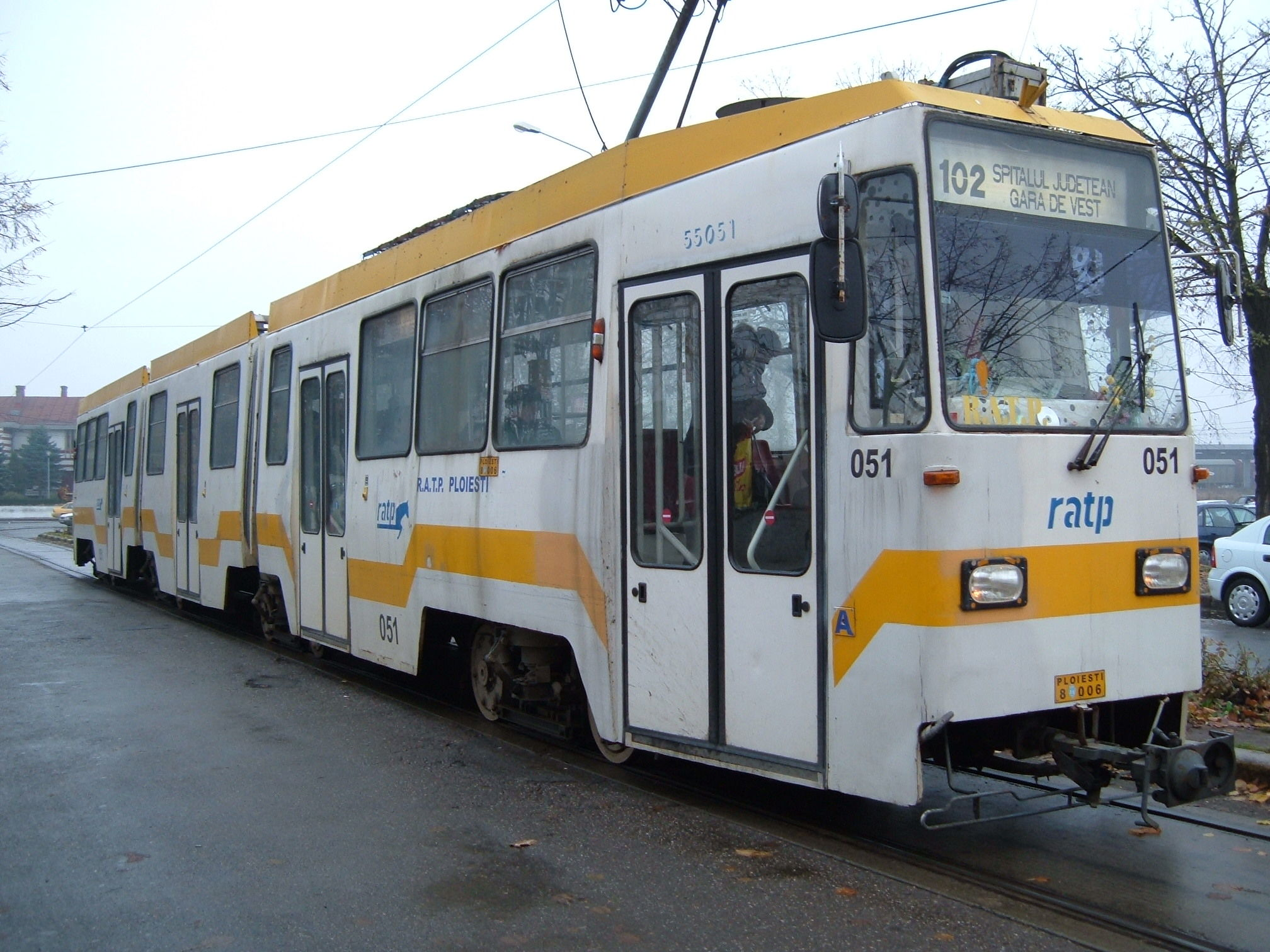
Tramvaiul V3A-93M-FAUR numărul 55051 pe linia 102, 2006

## Trasee

### Actuale

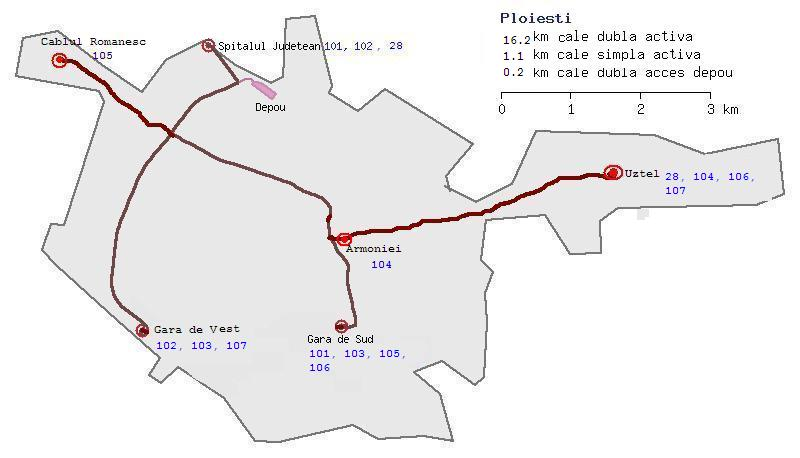
Fostele trasee de tramvai ale orașului Ploiesti

În prezent există 2 linii:                            
- Linia 101:Spitalul Județean - Gara de Sud
- Linia 102:Spitalul Județean - Gara de Vest

### Desființate
- Linia 103:Gara De Vest - Gara de Sud (desființată în 2001)
- Linia 104:Uztel - Armoniei (reconvertită ca traseu de autobuz, 2003)
- Linia 105:Cablul Românesc - Gara de Sud (desființată în 1998)
- Linia 106:Uztel - Gara de Sud (reconvertită ca traseu de autobuz, 2003)
- Linia 107:Uztel - Gara de Vest (desființată în 1998)
- Linia 28:Uztel - Spitalul Județean (reconvertită ca traseu de autobuz, 2003)

### Proiectate, dar nematerializate
- Linia 108: Spitalul Județean - Cartier Mihai Bravu(traseul autobuzului 5)
- Linia 109: Gara de Sud - Malu Roșu(traseul autobuzului 44 - azi convertit ca traseu de troleibuz)
- Linia 110: Gara de Sud - Pod Înalt(traseul autobuzului 25 - azi convertit ca traseu de troleibuz-202)
- Linia 111: Gara de Vest - Bariera Bucov(asemănător în prezent cu 402)
- Linia 112: Spitalul Județean - Bariera Bucov (a fost asemănător cu 403, în prezent desființat)